# 第十六号海防艦
第十六号海防艦（だいじゅうろくごうかいぼうかん）は、日本海軍の海防艦。第二号型海防艦（丁型）の8番艦。太平洋戦争を生き延び、戦後は復員輸送に従事した。

## 艦歴

### 計画-竣工-練成
マル戦計画の海防艦丁、第2701号艦型の8番艦、仮称艦名第2708号艦として計画。1943年10月5日、横須賀海軍工廠で仮称艦名第2701号艦、同第2702号艦、同第2703号艦、同第2706号艦、同第2707号艦と同時に起工。12月22日、第十六号海防艦と命名されて第二号型海防艦の8番艦に定められ、本籍を呉鎮守府と仮定。
1944年1月25日、第14号海防艦と同日に進水し、本籍を呉鎮守府に定められる。3月31日竣工し、艤装員事務所を撤去。役務を呉鎮守府警備海防艦に定められ、呉防備戦隊に編入。基礎実力練成教育に従事。

### 1944年4月-6月 第二海上護衛隊
1944年4月28日、第二海上護衛隊に編入。
5月19日、3519船団（2隻）を護衛してサイパンへ向け横須賀発。29日、船団はサイパン島西岸沖で潜水艦の攻撃によって全滅した。本艦はサイパンへ回航し同日着。
6月1日、海軍徴傭船第一日正丸を護衛してメレヨンへ向けサイパン発。4日、引き続き同船を護衛してサイパンへ向けメレヨン発。8日、サイパン着。6月11日、船団（2隻）を第6号海防艦らと護衛してパラオへ向けサイパン発。12日から13日にかけてアメリカ艦上機の空襲を受け、護衛の第1号輸送艦と特設駆潜艇第十一昭南丸が被爆して航行不能となり、両艦艇とも被護衛の輸送船に曳航されてパラオに入港。本艦は18日、パラオ着。同日、第一海上護衛隊作戦指揮下に編入。さらに同日、引き続き同じ船団（2隻）を護衛してセブへ向けパラオ発。22日、セブ着。28日、タパ09船団を出迎えるためセブを出港し、同日セブに帰着。30日、セパ01船団（パラオ行き、海軍徴傭船多摩丸）/セダ01船団（ダバオ行き、2隻）を護衛してセブ発。

### 1944年7月-9月 第一海上護衛隊
1944年7月1日、船団はパラオ行きとダバオ行きの二手に分かれ、本艦はセパ01船団を護衛してパラオへ向かう。4日、多摩丸が被雷沈没。残された護衛艦艇はそのままパラオへ向かい、5日パラオ着。以後19日までパラオからヤップへの物資輸送など、パラオ-ヤップ間を3度往復する。パラオ-ヤップ間の輸送に従事中の18日、第二海上護衛隊が解隊され第一海上護衛隊に編入。19日、パラオに帰着。20日、ダバオへ回航のため第6号海防艦とともにパラオ発。22日、ダバオ着。25日、Z258船団（6隻）を護衛してサンボアンガへ向けダバオ発。27日、サンボアンガ着。28日、C294船団（4隻）を護衛してサンボアンガ発。31日、セブ着。同日、第6号海防艦とともにセブを出港し、8月1日マニラ着。
8月2日、シマ02船団を救援するため第6号海防艦とともにパラワン島バクダナン湾へ向けマニラを出撃。3日、シマ02船団と合同。4日、シマ02船団を護衛してバクダナン湾発。5日、マニラに帰着。8日から9日にかけて、マニラ湾口で対潜掃蕩に従事。9日、マタ26船団（24隻）を護衛して基隆へ向けマニラ発。16日、第5号海防艦とともに陸軍徴傭船あさか丸を救難。17日、同船を伴い基隆着。20日、タモ23船団（14隻）を護衛して門司へ向け基隆発。26日、門司で同船団から分離して佐世保へ回航。27日から31日まで、佐世保海軍工廠で修理と整備を行う。
整備後9月8日まで佐世保に在泊し、門司に回航。9日、ミ船団の一つのミ19船団（19隻）を護衛して門司発。12日珍島、16日基隆を経由して18日に中継地の高雄に入港。ミ19船団はこれまでの航海で損害を出しており再編成未了だったため、本艦は25日、タマ27船団（11隻）を護衛して高雄発。途中サブタン海峡、アパリ、ラボック湾、サンフェルナンドと退避を繰り返し、10月3日までサンフェルナンドで待機し、マニラへ向かう。

### 1944年10月-1945年2月 第十二海防隊
1944年10月5日、マニラ着。6日、タマ29船団と合同のためサンフェルナンドへ向かう。8日、サンフェルナンド着。10日、船団とともにサンフェルナンド発。11日、タマ29船団から分離してタマ28船団の護衛に向かう。12日、マニラ着。17日、マシ03船団を護衛してシンガポールへ向けマニラ発。その後船団は楡林へ退避することとなり、21日に楡林に入港。楡林へ向け航行中の20日、第十二海防隊に編入。22日、本艦はヒ76船団と合同のため楡林発。25日、日本近海に達したところで第十二海防隊の僚艦と合同するためにヒ76船団から離れて馬公へ回航。27日、馬公着。本艦の馬公入港により、第十二海防隊の所属艦が揃った。29日、第十二海防隊はミ23船団を護衛してサンジャックへ向け馬公を出港。11月4日、サンジャック着。
11月9日、シンガポールへ向けサンジャック発。12日、シンガポール着。ミ23船団はミリへ向かわずシンガポールで解散となった。本艦は13日から15日まで、シンガポールの第百一海軍工作部で主砲と探信儀の修理を行う。16日、第十二海防隊はサンジャックへ回航。18日、サンジャック着。20日、第十二海防隊はサマ14船団（特務艦間宮）を護衛してマニラへ向けサンジャック発。マニラヘ向け航行中の25日、コレヒドール島西方で僚艦の第38号海防艦が被雷沈没。本艦は第46号海防艦とともに対潜掃蕩と第38号海防艦の救難にあたる。27日、マニラ着。28日、高雄で編成中のタマ33船団と合同のため、第十二海防隊はマニラを出港。30日、高雄に入港し即日タマ33船団（2隻）を護衛して高雄発。12月2日、サンフェルナンド着。
12月4日、第十二海防隊は高雄へ回航のためサンフェルナンド発。6日、本艦は春風と雑役船長島の救難のため分離。7日、春風の救難を干珠に引継ぎ、高雄へ回航。9日、高雄着。同日、第十二海防隊はタサ18船団（5隻）を護衛してサイゴンへ向け高雄発。18日、サイゴン着。20日サタ04船団（6隻）を護衛してサイゴン発。30日、目的地の高雄に対する空襲が予想されたため、船団は高雄入港を取りやめて基隆へ向かう。31日、基隆着。
1945年1月3日、第十二海防隊はタモ34船団（元サタ04船団）を護衛して内地へ向け基隆発。9日、門司着。同日第十二海防隊は全艦呉へ回航し、本艦は1月10日から18日まで、呉海軍工廠第三船渠に入渠し修理を行う。その際、水中探信儀を仮称三式に換装。19日、門司へ回航し、モタ33船団の編成を待つ。20日、第十二海防隊に第132号海防艦が編入。21日、皆元海防艦長が肺浸潤のため入院。22日、第十二海防隊はモタ33船団（8隻）を護衛して門司発。29日、陸軍徴傭船くらいど丸が被雷沈没したため、本艦と第14号海防艦は現場に残り乗員の救助と対潜掃蕩にあたる。30日、基隆着。31日、第十二海防隊はタモ39船団（5隻）を護衛して内地へ向け基隆発。2月8日六連着。
2月8日から11日まで、門司で探信儀の整備を行う。13日、第十二海防隊はモタ36船団（第一分団2隻）を護衛して六連発。18日、基隆着。22日、タモ44船団（3隻）を護衛して基隆発。28日、六連着。

### 1945年3月-6月 黄海-日本海
1945年3月1日、本艦は彦島へ回航し、同日から9日まで三菱重工業彦島船渠に入渠して修理を行う。9日、門司へ回航してヒ03船団の編成を待つが、16日には爾後のヒ船団の発航は全て取りやめとなり、第十二海防隊の諸艦は潜水艦撃滅を目的としたAS3作戦に参加することとなった。第十二海防隊は軍隊区分第二哨戒部隊に配され、18日に六連を出撃した。20日巨文島に到着し、以後同島を中心として5月下旬までAS3作戦に従事。
4月25日、第十二海防隊に久賀と稲木が編入。5月31日、鎮海湾に帰投。
6月4日、セ08船団を護衛して鎮海発。5日、釜山着。6日、フタ03A船団を護衛して大東湾へ向け釜山発。9日、大東湾着。10日、タセ04船団を護衛して青島へ向け大東湾発。14日、青島着。15日、セタ02船団を護衛して大東湾へ向け青島発。16日、大東湾着。17日、タフ05船団を護衛して釜山へ向け大東湾発。19日、釜山着。22日、フモ04船団を護衛して釜山発、同日萩着。24日、船団を護衛して萩発。25日、舞鶴着。

### 1945年7月-8月 大湊警備府作戦指揮下
7月頃、大湊警備府作戦指揮下に編入。7月15日、舞鶴を出港。以後津軽海峡、北海道、千島列島方面の護衛に従事。
8月11日、石油を積載し第6号海防艦とともに室蘭へ向け釧路発。13日、第6号海防艦が被雷沈没。15日、室蘭着。17日、呉へ回航のため室蘭発。24日、関門海峡で触雷し損傷。同日呉着。25日、呉鎮守府第一予備海防艦に定められる。11月30日、海軍省の廃止に伴い除籍。

### 戦後 復員輸送
1945年12月1日、第二復員省の開庁に伴い、呉地方復員局所管の特別輸送艦に定められる。20日、艦名を海第十六号と呼称。
修理終了後、1946年2月13日から復員輸送に従事。佐世保恵比寿湾で停泊中の12月30日、南鮮からの女性引揚者1名が投身したが、本艦乗員がこれを救助した。これにより本艦乗員は佐世保引揚援護局長から表彰された。
1947年1月6日、特別保管艦に指定され、横須賀特別保管艦艇第六保管群に配される。2月1日、所管を横須賀地方復員局に改められる。
7月26日、イギリスに対する第二次賠償艦引渡しのため佐世保を出港。8月14日、海第十六号は特別輸送艦の定めを解かれ、シンガポールでイギリスに引き渡された。その後解体。

## 第十六号海防艦長/海第十六号艦長
艤装員長
1. （兼）石川六雄 少佐：1944年2月15日 - 1944年3月20日（本職：第十二号海防艦艤装員長）
2. 皆元國 大尉：1944年3月20日 - 1944年3月31日

海防艦長/艦長
1. 皆元國 大尉/少佐：海防艦長 1944年3月31日 - 1945年1月21日
2. 根本音松 少佐：1945年1月21日 - 1945年11月15日[注釈 8]
3. 石井西二 第二復員官：艦長 1946年1月21日 - 1946年1月28日
4. 鶴丸廣次 第二復員官/第二復員事務官/復員事務官：1946年1月28日 - 1946年8月15日
5. 谷川清澄 復員事務官：1946年8月15日 - 1947年1月22日
6. （臨時）野尻雅一 復員事務官：1947年7月10日 - 1947年8月14日[注釈 9]（本職：横須賀管船部勤務）